# Heaven's Basement
Heaven's Basement es una banda de hard rock británica formada en 2008 bajo la discográfica Red Bull Records. Los miembros actuales son Aaron Buchanan (vocalista), Sid Glover (guitarrista, coros), Rob Ellershaw (bajo), y Chris Rivers (batería).
Su álbum debut, Filthy Empire, fue lanzado al mercado el 4 de febrero de 2013 en el Reino Unido y el 5 de febrero de 2013 en USA. Lanzaron su primer sencillo, "Fire, Fire", en septiembre de 2012 previamente al álbum. El sencillo alcanzó el puesto #12 en las listas de Active Rock americanas.
Su sencillo "I Am Electric" figura en el videojuego de Harmonix y Mad Catz: Rock Band 4 , así como también en "Need For Speed Most Wanted".

## Miembros

### Actuales
- Sid Glover - Guitarra, Coros (2008–actualidad)
- Chris Rivers - Batería (2008–actualidad)
- Rob 'Bones' Ellershaw - Bajo, Coros (2009–actualidad)
- TBA vocalista (new singer)

### Formación
- Richie Hevanz - Vocalista (2008–2010)
- Jonny Rocker - Guitarra rítmica, Coros (2008–2011)
- Rob Randell - Bajo (2008–2009)

### Giras
- Johnny Fallen - vocalista secundario (2010)
- James Sinclair - vocalista secundario (2010)
- Aaron Buchanan - vocalista (2011 - 2015)

## Discografía

### Álbumes de estudio
- Filthy Empire (2013)
- (new Album) (2016)

### EP
- Heaven's Basement (2009)
- Unbreakable (2011)

### Sencillos
- "Fire, Fire" (2012)
- "Nothing Left to Lose"(2012)
- "Executioner's Day"(2012)
- "I Am Electric" (2013)
- "Heartbreaking Son of a Bitch" (2013)
- "Lights out in London" (2014)
- "Can't Let Go" (2014)
- "The Long Goodbye" (2014)
- "Straight To Hell" (2014)